# سیویکو
شرکت خودروهای ایرانی–سوری، سیویکو (به انگلیسی: SIVECO) یا سایپا سوریه (به انگلیسی: SAIPA Syria) یک شرکت خودروسازی در سوریه در شهرک صنعتی حسیا در نزدیکی شهر حمص است که ۸۰٪ سهام آن متعلق به سایپا و مابقی آن متعلق به یک شرکت خصوصی سوری (حمیشو) است. کلنگ احداث این کارخانه در سال ۱۳۸۳ با سرمایه‌گذاری ۵۰ میلیون دلاری مشترک سهامداران صورت پذیرفت و از سال ۱۳۸۶ آغاز به کار کرد. سیویکو خودروی پراید تولید می‌کند.در سالهای بعد و پس از افزایش سرمایه شرکت سهم سایپا افزایش و در مقابل سهم طرف سوری کمتر شد.
عرضه خودرو ایرانی در سوریه منظم نبود و در مقاطعی عملاً عرضه وجود نداشت. بعد از جنگ داخلی سوریه و محدودیت منابع ارزی، دولت سوریه واردات خودرو را محدود و ممنوع کرد.
این کارخانه در ۱۵ مهر ۱۴۰۳ توسط اسرائیل بمباران شد. احمد کارگر مدیرعامل کارخانه خودروسازی سایپا در سوریه گفت: «در حمله رژیم صهیونیستی به سوریه به سوله های تولید خودرو هیچ خسارتی وارد نشده است». گفته می‌شود به علت زمان تعطیلی کارخانه، حمله فوق تلفات انسانی در بر نداشته است.
با سقوط رژیم اسد آینده این سرمایه‌گذاری مشترک نامعلوم است.